# Nobuya Katō
Nobuya Katō (jap. 加藤修也 Katō Nobuya; ur. 16 sierpnia 1995) – japoński lekkoatleta specjalizujący się w biegach sprinterskich.
W 2014 został wicemistrzem świata juniorów w biegu na 400 metrów oraz w sztafecie 4 × 400. Złoty medalista igrzysk azjatyckich w biegu rozstawnym 4 × 400 metrów (2014). W 2015 wszedł w skład sztafety 4 × 400 metrów, która zdobyła srebrny medal podczas uniwersjady w Gwangju.

## Osiągnięcia
| Rok  | Impreza                     | Miejsce        | Konkurencja             | Pozycja    | Wynik   |
| ---- | --------------------------- | -------------- | ----------------------- | ---------- | ------- |
| 2014 | Halowe mistrzostwa świata   | Sopot          | sztafeta 4 × 400 metrów | eliminacje | 3:12,63 |
| 2014 | Mistrzostwa świata juniorów | Eugene         | bieg na 400 metrów      | 2. miejsce | 46,17   |
| 2014 | Mistrzostwa świata juniorów | Eugene         | sztafeta 4 × 400 metrów | 2. miejsce | 3:04,11 |
| 2014 | Igrzyska azjatyckie         | Incheon        | bieg na 400 metrów      | 5. miejsce | 46,13   |
| 2014 | Igrzyska azjatyckie         | Incheon        | sztafeta 4 × 400 metrów | 1. miejsce | 3:01,88 |
| 2015 | Uniwersjada                 | Gwangju        | sztafeta 4 × 400 metrów | 2. miejsce | 3:07,75 |
| 2016 | Igrzyska olimpijskie        | Rio de Janeiro | sztafeta 4 × 400 metrów | eliminacje | 3:02,95 |

## Rekordy życiowe
- bieg na 400 metrów – 45,88 (2014)